# Distrito electoral federal 40 del estado de México
El XL Distrito Electoral Federal del Estado de México es uno de los 300 Distritos Electorales en los que se encuentra dividido el territorio de México para la elección de diputados federales y uno de los 40 en los que se divide el Estado de México. Su cabecera es la ciudad de Zinacantepec.
El Distrito XL está formado por los municipios de Ixtapan de la Sal, Rayón, Tenango del Valle, Tonatico, Villa Guerrero, Zinacantepec y Zumpahuacán.
El Distrito XL fue creado por el proceso de redistritación llevado a cabo en 2005 por el Instituto Federal Electoral, por lo que ha elegido diputados federales a partir de 2006 a la LX Legislatura.

## Diputados por el distrito
- LX Legislatura
  - (2006 - 2009): Juan Victoria Alva
- LXI Legislatura
  - (2009 - 2012): Ignacio Rubí Salazar
- LXII Legislatura
  - (2012 - 2015): Gerardo Xavier Hernández Tapia
- LXV Legislatura
  - (2021): Javier González Zepeda

## Elecciones de 2009
| Elecciones federales de 2009 | Elecciones federales de 2009                   | Elecciones federales de 2009 | Elecciones federales de 2009      | Elecciones federales de 2009 | Elecciones federales de 2009 |
| Partido/Coalición            | Partido/Coalición                              | Candidato                    | Candidato                         | Votos                        | Porcentaje                   |
| ---------------------------- | ---------------------------------------------- | ---------------------------- | --------------------------------- | ---------------------------- | ---------------------------- |
|                              | Partido Acción Nacional                        |                              | Daniel Espinosa Velázquez         |                              |                              |
|                              | Coalición Primero México (PRI, PVEM)           |                              | Ignacio Rubí Salazar              |                              |                              |
|                              | Partido de la Revolución Democrática           |                              | Serafín Corona Mendoza            |                              |                              |
|                              | Coalición Salvemos a México (PT, Convergencia) |                              | Agustín Orozco Morales            |                              |                              |
|                              | Partido Nueva Alianza                          |                              | Guillermo Enrique Quesney Sánchez |                              |                              |
|                              | Partido Socialdemócrata                        |                              | Esthela Mejía Solórzano           |                              |                              |
|                              | No registrados                                 |                              |                                   |                              |                              |
|                              | Nulos                                          |                              |                                   |                              |                              |
| Total                        |                                                |                              |                                   |                              |                              |
| Fuente:                      |                                                |                              |                                   |                              |                              |